# SummerSlam 1991
SummerSlam 1991 was een professioneel worstel-pay-per-viewevenement dat georganiseerd werd door de World Wrestling Federation. Dit evenement was de 4e editie van SummerSlam die plaatsvond in Madison Square Garden in New York op 26 augustus 1991.

## Wedstrijden
| Nr.                                                                          | Match | Winnaar(s)                                          |
| ---------------------------------------------------------------------------- | --- | --------------------------------------------------- |
| -                                                                            | Kato vs. Koko B. Ware in een één-op-één match | Koko B. Ware                                        |
| 1                                                                            | The Warlord & Power and Glory (Paul Roma & Hercules) (met Slick) vs. The British Bulldog, The Dragon & The Texas Tornado in een tag team match                 | The British Bulldog, The Dragon & The Texas Tornado |
| 2                                                                            | Mr. Perfect (c) (met The Coach) vs. Bret Hart in een één-op-één match voor het WWF Intercontinental Championship                                               | Bret Hart (nc)                                      |
| 3                                                                            | The Bushwhackers (Butch & Luke) (met André the Giant) vs. The Natural Disasters (Earthquake & Typhoon) (met Jimmy Hart) in een tag team match                  | The Natural Disasters                               |
| 4                                                                            | Ted DiBiase (c) (met Sensational Sherri) vs. Virgil in een één-op-één match voor het Million Dollar Championship                                               | Virgil (nc)                                         |
| 5                                                                            | The Big Boss Man vs. The Mountie (met Jimmy Hart) in een "Jailhouse Match"                                                                                     | The Big Boss Man                                    |
| 6                                                                            | The Nasty Boys (Brian Knobs & Jerry Sags) (c) vs. The Legion of Doom (Hawk & Animal) in een Street Fight match voor het WWF Tag Team Championship              | The Legion of Doom (nc)                             |
| 7                                                                            | Irwin R. Schyster vs. Greg Valentine in een één-op-één match                                                                                                   | Irwin R. Schyster                                   |
| 8                                                                            | Hulk Hogan & The Ultimate Warrior vs. Sgt. Slaughter, Colonel Mustafa & General Adnan in een Handicap match met Sid Justice als (speciale gast scheidsrechter) | Hulk Hogan & Ultimate Warrior                       |
| (c) huidige kampioen voor en na de match \| (nc) nieuwe kampioen na de match | |                                                     |